# Antonio Castro Leache
Antonio Castro Leache   (Barajas de Melo, 10 de maig de 1944 - 18 de març de 2022) fou un advocat i polític valencià, diputat a les Corts Valencianes durant la II, III i IV Legislatures.

## Biografia
Treballà a l'empresa del sector naval AESA-Elcano. S'inicià com a sindicalista militant a la Unió Sindical Obrera (USO), però el 1978 deixà aquest sindicat per ingressar la UGT. El 1983 Rafael Recuenco Montero el proposà com a candidat a secretari general de la UGT del País Valencià per tal de desplaçar Antonio Cebrián Ferrer, partidari de mantenir la independència de la UGT vers el PSOE.
Políticament va ingressar al PSPV-PSOE en 1981, del que en fou responsable local a Alaquàs, membre de l'executiva nacional de 1985 a 1991 i coordinador de les campanyes electorals de les eleccions generals espanyoles de 1986 i 1989. Fou elegit diputat a les eleccions a les Corts Valencianes de 1987, 1991 i 1995. Ha estat secretari de la Comissió de Coordinació, Organització i Règim de les Institucions de La Generalitat (1995-1999).